# تپه امین بلاغی
تپه امین بلاغی مربوط به سده‌های اولیه دوران‌های تاریخی پس از اسلام است و در شهرستان گرمی، بخش موران، دهستان اجارود شرقی، روستای تپه واقع شده و این اثر در تاریخ ۷ اسفند ۱۳۸۶ با شمارهٔ ثبت ۲۱۲۶۵ به‌عنوان یکی از آثار ملی ایران به ثبت رسیده است.